# 비슈누파

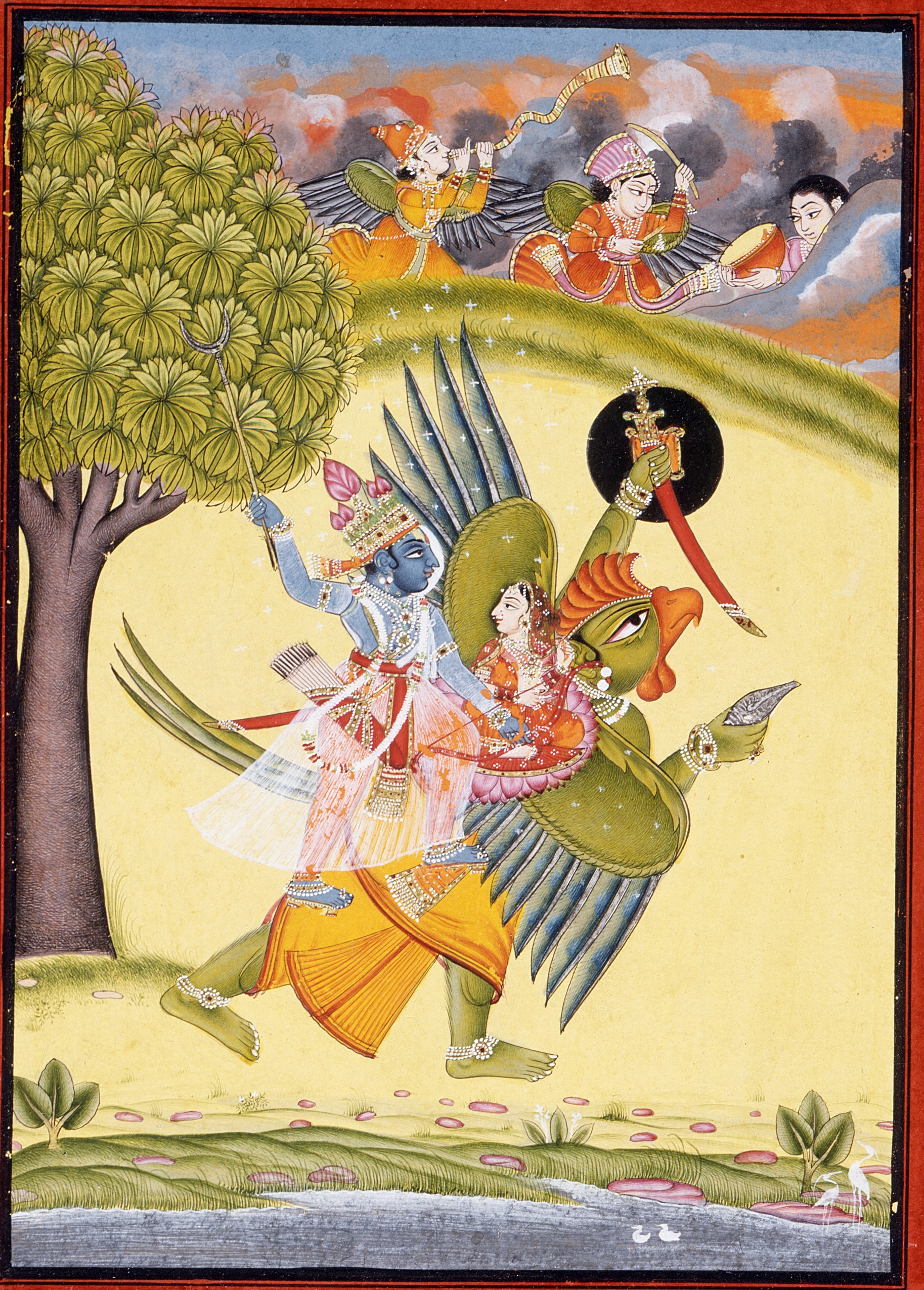
가루다를 타고 있는 비슈누와 락슈미

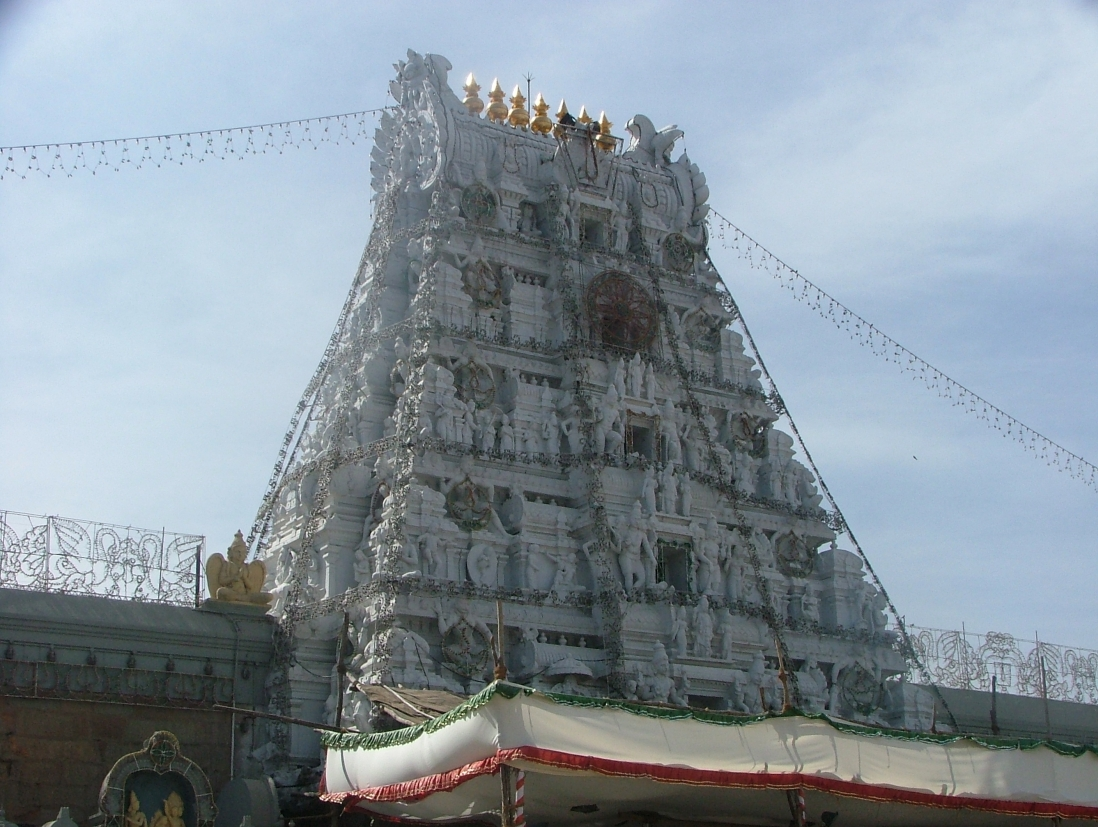
비슈누 신전

비슈누파(산스크리트어: वैष्णव धर्मः 바이슈나바 다르마)는 비슈누나 그의 다샤바타라, 특히 라마찬드라와 크리슈나를 최고신으로 숭배하는 힌두교 종파이다. 비슈누파에는 다시 라마찬드라파, 크리슈나파 등의 여러 세부 분파들이 있으며 이들을 통칭하여 비슈누파라 한다. 비슈누파는 시바파와 샥티파, 스마르타파와 더불어 힌두교의 주요 네 종파들 중의 하나이다. 여기서 종파는 신상을 예배하는 등의 종교적인 성격을 띠는 힌두교 분파를 뜻하는 것으로 힌두교 철학 학파와는 구별할 필요가 있다.
비슈누파는 역사적으로 자신들이 숭배하는 최고신을 나라야나, 바수데바 등의 호칭으로 불렀는데, 가장 자주 사용된 이름이 비슈누였다. 이 중에서 비슈누의 8번째 다샤바타라인 크리슈나는 본체인 비슈누 자체와 동일시하기도 하였다. 이 종파의 교의들과 수행법들은 대체로 우파니샤드에 근거한 것이며 또한 베다, 이티하사 중 특히 《바가바드 기타》, 《파드마 푸라나》·《비슈누 푸라나》·《바가바타 푸라나》와 같은 푸라나와도 밀접한 관련이 있는데, 특히 박티(⁰ · 헌신 · 신애의 교의)와 박티 요가의 수행법이 그러하다.
비슈누파의 신자들을 가리킬 때는 비슈누교인 또는 비슈누교도라는 뜻의 바이슈나바라고 표기한다. 비슈누교인은 힌두교 신자들 중 다수를 차지하고 있으며, 비슈누교인의 대다수는 인도에 거주하고 있는 사람들이다. 최근에는 인도 밖에서도 비슈누파에 대해 널리 알려지고 있으며 교세가 성장하고 있다. 특히, 20세기 중반 이래로, 비슈누파에 속한 분파들 중 가우디야파 가 비슈누파를 널리 알리는데 큰 역할을 하였는데, 이러한 종교적 활동의 확대와 신자들의 지역의 확대는 주로 하레 크리슈나 운동을 통해 이루어졌다. 한편, 박티베탄다 스와미 나라야나 마하라지의 순수 박티 요가 협회(Pure Bhakti Yoga Society)를 비롯한 소수의 다른 비슈누파 단체들이 서양에서 설교와 강의 활동을 해오고 있다.

## 어원
비슈누파의 산스크리트어 명칭은 바이슈나바 다르마(वैष्णव धर्म, Vaishnava Dharma)이다. 산스크리트어 바이슈나바(Vaishnava)는 비슈누(Vishnu)의 브리디형(vriddhi form: 산스크리트어 문법에서 파생어를 만드는 방법 중 하나)으로 그 뜻은 "비슈누에 관련된, 비슈누에 속한, 비슈누에 바쳐진" 또는 "비슈누를 숭배하는 자 또는 비슈누를 따르는 자"이다. 따라서 바이슈나바 다르마는 "비슈누가 전한 다르마 또는 비슈누가 가르친 다르마" 또는 "비슈누를 따르는 자들이 지키고 실천하는 다르마"를 뜻한다. 힌두교에서 다르마(Dharma)는 서로 간에 차이가 있는 여러 의미들을 가진 불교의 다르마(흔히 법이라고 한다)와는 달리, 따라야 하는 자연의 법칙 · 우주의 법칙 · 규범 · 도덕 · 의무라는 의미가 강하며 이 의미들은 전체적으로 단일한 개념을 가진다.
비슈누파의 영어 명칭 바이슈너비즘(Vaishnavism)은 19세기에 영어로 들어왔다. 이 낱말은 산스크리트어 "바이슈나바 다르마"의 번역어이다. 즉 영어 낱말 "바이슈너비즘"은 산스크리트어 낱말인 "바이슈나바(Vaishnava)"에 주의(主義: 지키고 실천하는 주장 · 방침 · 사상 · 교의 · 이론 · 학설), 교(敎: 가르침 · 종교) 또는 파(派: 주의 · 사상 · 교의 · 실천의 차이에 따라 갈라진 사람들의 집단)를 뜻하는 영어 접미사 "이즘(-ism)"을 결합하여 이루어졌다. 영어 낱말 "바이슈너비즘"에 사용된 영어 접미사 "이즘"은 산스크리트어 낱말 "바이슈나바 다르마"의 다르마(Dharma)를 번역한 것이다.
한국어의 비슈누파 또는 비슈누교라는 명칭은 모두 산스크리트어 명칭인 바이슈나바 다르마와 영어 명칭인 바이슈너비즘에 대응하는 번역어이다.

## 같이 보기
- 힌두교의 종파
- 힌두교의 철학 학파